# Oestranthrax nartshukae
Oestranthrax nartshukae är en tvåvingeart som beskrevs av Zaitzev 1976. Oestranthrax nartshukae ingår i släktet Oestranthrax och familjen svävflugor.
Artens utbredningsområde är Mongoliet. Inga underarter finns listade i Catalogue of Life.